# BMW S 1000 RR
La BMW S 1000 RR è un modello di motocicletta ad alte prestazioni prodotta dall'azienda tedesca BMW a partire dal 2008.
Dal 2013 questa moto viene prodotta anche in versione monoposto e alleggerita denominata HP4. Vengono anche derivate una Naked S 1000 R e una Crossover S 1000 XR.

## Descrizione
Caratteristiche distintive di questo modello sono il motore 4 cilindri in linea da 999 cm³ e gli estrattori dell'aria radiatore a branchia di squalo. Alla presentazione e nella versione di serie questo propulsore a quattro tempi raffreddato a liquido e alimentato ad iniezione eroga circa 193 CV a 13.000 giri al minuto. Coppia massima pari a 112 Nm a 9750 giri al minuto. Tra le altre caratteristiche il cambio a 6 rapporti e la trasmissione finale a catena. Dotata anche di ABS e DTC (Dinamic Traction Control) ne viene dichiarato un peso a secco di 183 kg.

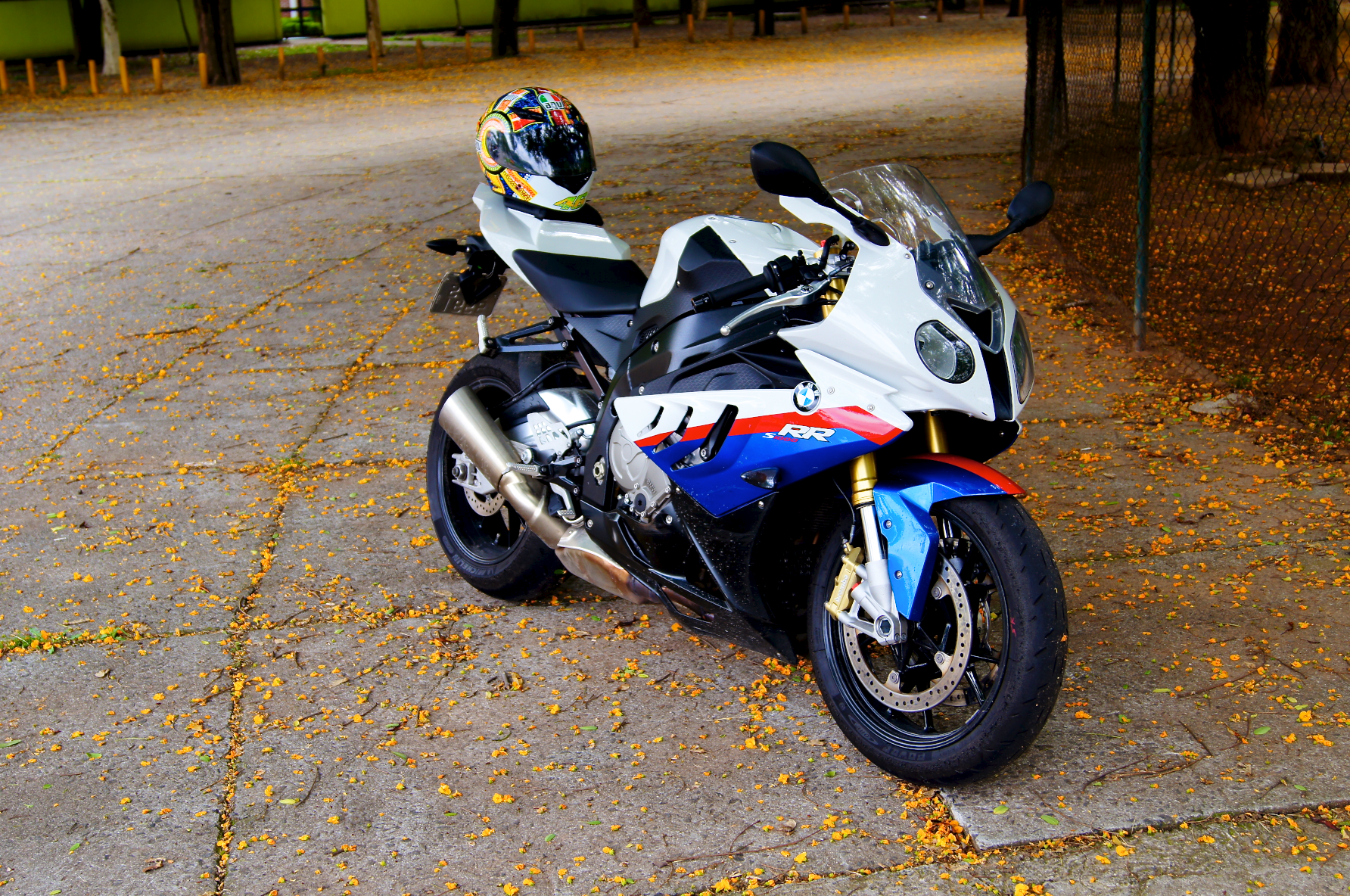
Una BMW S 1000 RR in livrea BMW Motorsport

La ciclistica prevede all'avantreno una forcella a steli rovesciati Sachs, tre freni a disco Brembo e cerchi in alluminio forgiato. La sella è sportiva monoposto con solo un alloggiamento di fortuna sul codino per l'eventuale passeggero. Il frontale presenta due fari asimmetrici e un cupolino trasparente di dimensioni ridotte.
Per ottenere l'omologazione necessaria a partecipare al campionato mondiale Superbike, nel 2008 BMW ha prodotto un numero limitato di esemplari, lasciando al 2009 l'uscita nei concessionari.
Con la versione derivata da questa, modificata per quanto il regolamento lo consenta, BMW partecipa al campionato mondiale Superbike 2009 con il team, denominato BMW Motorrad Motorsport, che si affida a Troy Corser (due volte campione SBK), oltre che a Rubén Xaus.
Nel 2012 la moto viene aggiornata sia esteticamente con il ridimensionamento del codino e di alcune alette e deflettori, sia ciclisticamente, dove la presa d'aria che passa per il canotto di sterzo viene aumentata nella sezione, il passo si riduce a 1.422,7 mm, aumenta l'avancorsa e si riduce l'offset della ruota anteriore, la funzione ammortizzante delle sospensioni viene rivista, mentre il motore viene aggiornato nei controlli elettronici che intervengono in modo più progressivo.
Nel 2015, la S1000RR è stata profondamente aggiornata, venendo alleggerita di 4 kg con un guadagno di 6 cavalli, arrivando ad una potenza dichiarata di 199 cv a 13.500 giri al minuto, con un limitatore impostato di serie a 14.200 giri. Cresciuta anche la coppia, ora di 113 Nm a 10.500 giri al minuto, e sempre oltre i 110 Nm tra i 9.500 ed i 12.000 giri.. Ciò è stato ottenuto rimodellando tutta l'aspirazione, a partire dall'airbox più capiente e meno turbolento, passando per cornetti d'aspirazione sempre ad altezza variabile ma dalla lunghezza rivista fino ad arrivare a valvole più leggere. È stato inoltre completamente rivisto il sistema di scarico, più leggero di 3 kg e performante con l'aggiunta di un tubo a interferenza controllata e valvole acustiche. Nel complesso, la versione del 2015 a livello di erogazione era pari alle versioni precedenti fino alla soglia dei 9750 giri, guadagnando da lì in avanti potenza e allungo. Di serie erano presenti il controllo di trazione ASC senza sensore di inclinazione, il Race ABS, con sistema anti-lift e frenata combinata disinseribili, ed i tre Riding Mode 'Rain', 'Sport' e 'Race'.
Disponibili a parte il Race Pack che includeva i due Riding Mode Pro, Slick e User, il controllo di trazione dinamico con sensore di inclinazione, il Launch Control, il Pit Limiter e il Cruise Control. Altro optional interessante offerto da BMW per la S 1000 RR era il Dynamic Pack che includeva il cambio elettro assistito HP Pro, un sistema a cambiata assistita bidirezionale con funzione di blipper, il Dynamic Dumping Suspension, indicatori di direzione a LED e manopole riscaldate. 
Il nucleo della ciclistica della S 1000 RR MY 2015 resta sempre il telaio a doppia trave in alluminio, composto da quattro elementi fucinati e successivamente uniti tramite saldatura, che ospita il motore inclinato in avanti di 32° con funzione portante. Il telaio "centrale" è stato ridisegnato e completato da un telaietto posteriore più leggero, mentre l’angolo di cannotto è stato aumentato di ulteriori 0,5° a 66,5°, riducendo contemporaneamente di 6 mm lo sfilamento dei foderi forcella dalla piastra superiore. Questo intervento ha comportato la riduzione dell’avancorsa di 1,5 mm a 96,5 mm. Il pivot del forcellone posteriore è stato abbassato di 3 mm e il passo è stato allungato di 8 mm, arrivando quindi a 1.425 mm.
Nel 2017 la S 1000 RR è stata aggiornata all'EuroIV, mantenendo gli stessi valori di potenza e coppia ma guadagnando 4 kg (ora 208 kg in ordine di marcia col pieno di benzina). 
A fine 2018 è stata presentata una versione completamente rinnovata della S 1000 RR, più leggera di 11 Kg e capace di 207 cv a 13.500 giri/min e 113 Nm a 11.000 giri/min, con almeno 100 Nm da 5.500 a 14.500 giri/min grazie al variatore di fase ShiftCam. Questa versione è conforme all'Euro 5.

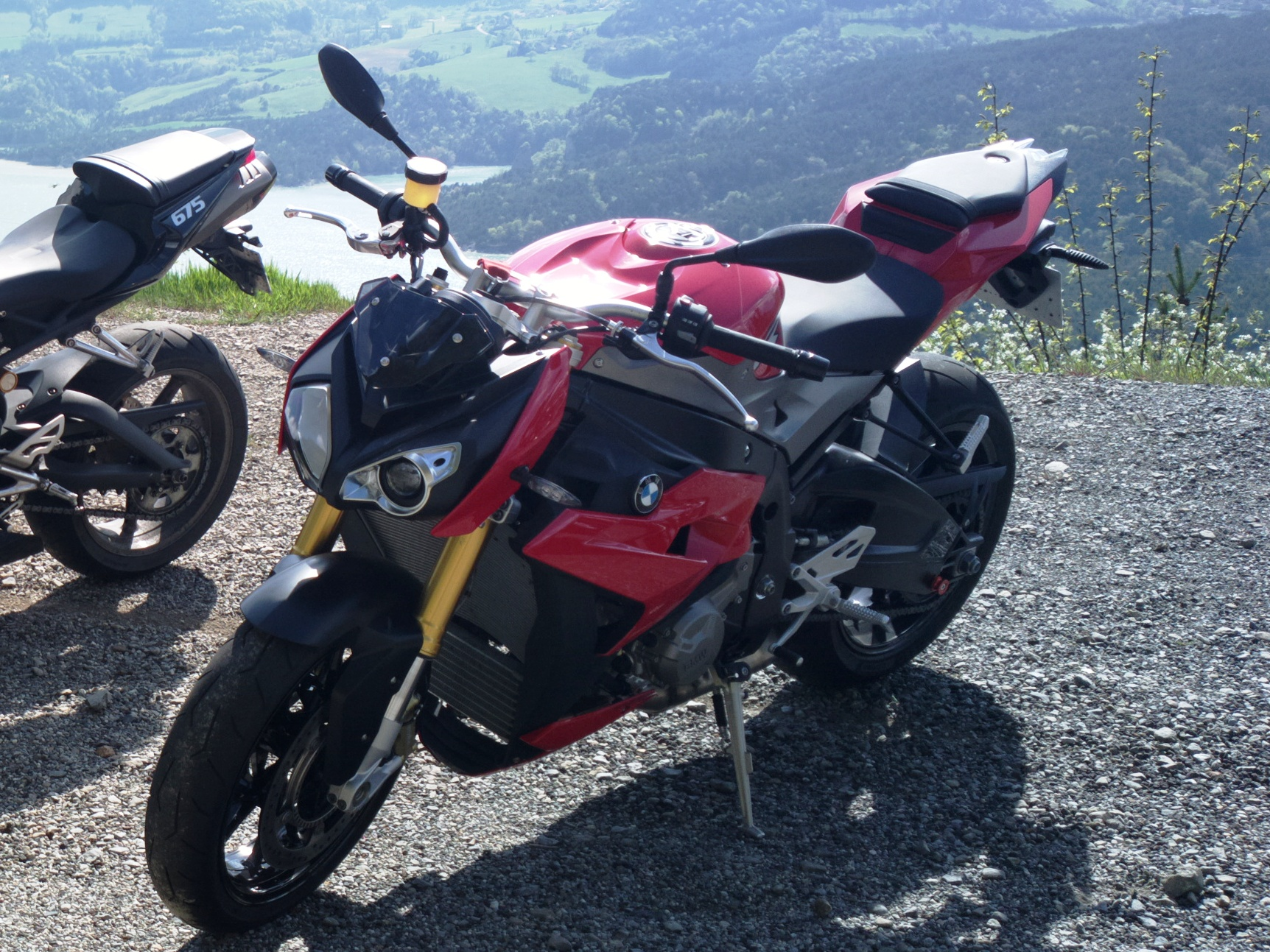
BMW S1000 R del 2014

### BMW S 1000 R (2013-)
Nel 2013 è stata creata una versione supernaked denominata S 1000 R. Il suo propulsore quattro cilindri in linea da 999 cm³ eroga una potenza di 160 CV con velocità massima di 260 km/h. Esso viene gestito da un cambio a sei rapporti ad innesti frontali. Il design è stato rivisto pur mantenendo alcuni elementi della versione originale. Il manubrio è tubolare in alluminio e implementa un contagiri di tipo analogico e un computer di bordo. L'iniezione di carburante sequenziale selettiva avviene con due iniettori per cilindro. Per migliorare la guidabilità sono stati introdotti nuovi condotti della testata cilindri e nuovi alberi a camme dal profilo rivisto. Come sistemi di sicurezza sono presenti il Race-Abs e l'ASC.

### HP4
Prodotta dal 2013 si tratta di una versione monoposto del modello base, al quale sono stati sostituiti scarico e altri componenti per renderla più leggera. Il motore è il noto 1000 cm³ erogante in questa variante 193 CV a 14.200 giri/min. La sigla HP sta per High Performance e la tinta dai colori blu e bianco richiama gli stilemi delle BMW da pista. Esteticamente, nel posteriore la moto ha un codino ridimensionato e più aerodinamico che la rende monoposto, anche se è presente in modo opzionale un pacchetto per renderla biposto, aggiungendo pedane e sella per un secondo passeggero. Il sistema di scarico in titanio che pesa circa 4,5 kg in meno in confronto a quello di serie, è curato e realizzato dalla Akrapovič.
I cerchi sono nuovi, pesano 2,4 kg in meno e sono realizzati in alluminio forgiato; tutto ciò fa sì che la massa a vuoto della moto tocchi i 169 kg, che diventano 199 in ordine di marcia. Gli pneumatici della HP4 hanno misura nel retrotreno pari a 200/55-17. I freni sono costituiti da delle pinze monoblocco realizzate dalla Brembo con inediti dischi freno a margherita.
Gli ammortizzatori e le sospensioni sono controllate e regolate dal sistema DDC (Dynamic Damping Control), che cambia in tempo reale lo smorzamento del gruppo molla-ammortizzatore in base alle condizioni dell'asfalto e allo stile di guida. Inoltre è dotata del sistema DTC, (Dynamic Traction Control) che controlla e evita lo slittamento del retrotreno in maniera più efficiente, specialmente se si ha impostato un settaggio sportivo.
Il quattro cilindri della HP4 è stato ottimizzato rispetto a quello della S 1000 RR di serie. Le modifiche al sistema di scarico fanno sì che l'erogazione della coppia sia più piena, costante e lineare tra i 6.000 e i 9.750 giri/min, nonostante la coppia massima rimanga sempre di 112 Nm. Ha inoltre il sistema per le partenze veloci Launch Control, che lavora sulla spinta e l'erogazione della potenza e rende disponibile solo la coppia scaricabile a terra, per accelerazioni senza impennate o slittamenti delle ruote.
In opzione è disponibile il BMW Competition Package, che dà la possibilità di personalizzare la moto. Sono disponibili dettagli in carbonio, adesivi per la carrozzeria, cerchi in tinta blu, pedane regolabili e leve snodabili.

### BMW S 1000 XR (2014-)

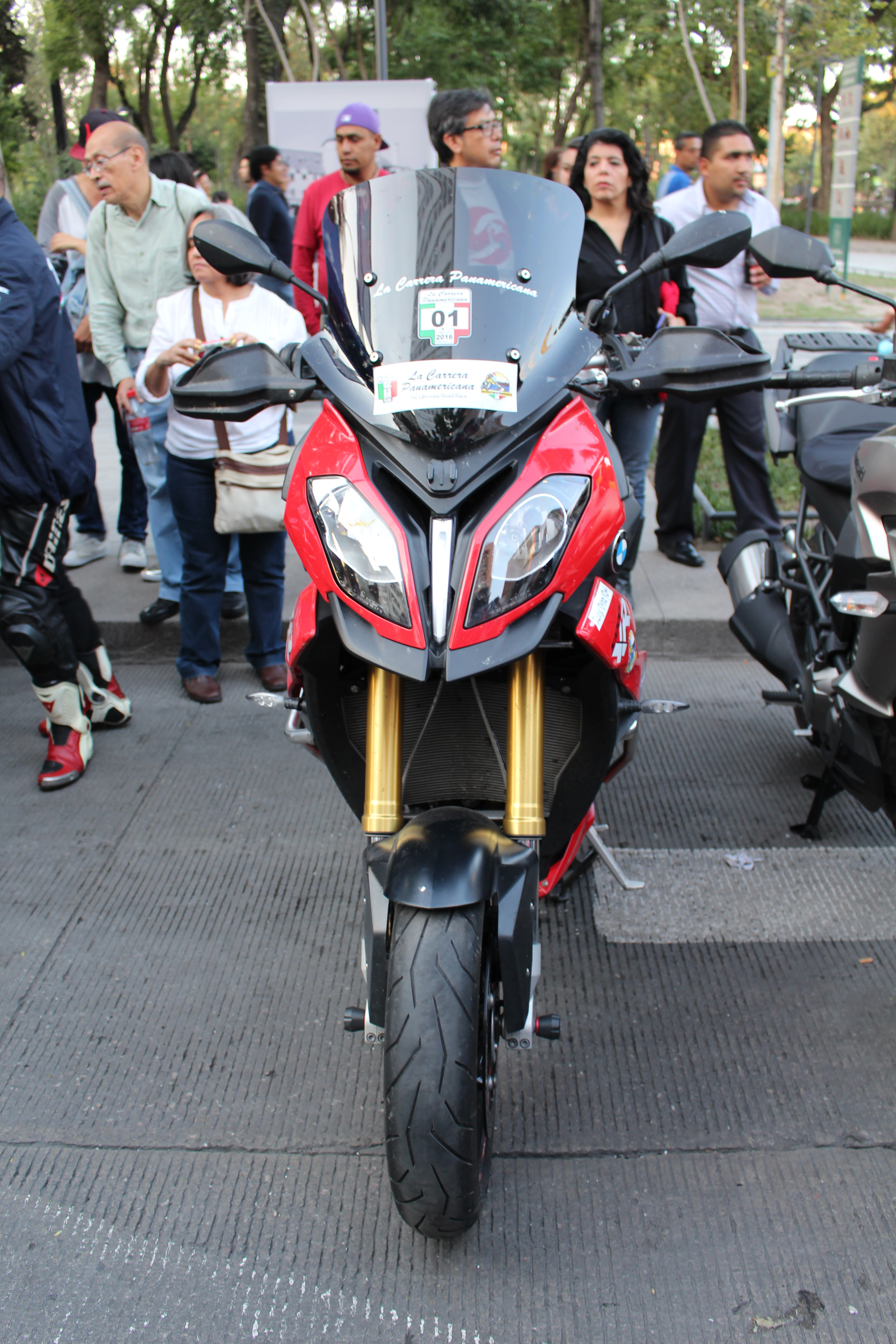
BMW S1000 XR del 2016, vista frontale

Il 4 novembre 2014 all'EICMA di Milano la BMW ha presentato la BMW S 1000 XR. La moto ha un'estetica che richiama lo stile della S 1000 RR nella parte superiore, mentre in quella inferiore la carena appare parzialmente da "naked" come sulla S 1000 R, da cui deriva esteticamente e tecnicamente. Dopo la sportiva BMW S 1000 RR, la BMW HP4 e la S 1000 R, la S 1000 XR è la quarta variante della serie S della BMW con il motore a quattro cilindri da 999 cm³. La XR unisce le qualità di una moto da turismo con quelle di una sportiva. L'impostazione a manubrio alto, il design da enduro stradale e la geometria delle sospensione con forcella dalla maggiore corsa, la fanno rivaleggiare con la Ducati Multistrada 1200, con un motore depotenziato a 118 kW (160 CV) per avere maggiore fluidità di utilizzo. La S 1000 XR richiama varie tipologie di moto e riprende le doti della serie GS, dei modelli Touring e di quelli Sport. La XR unisce il motore di una sportiva stradale ad un'impostazione generale da enduro stradale, con un assetto da turismo, creando una sorta di "mix", rendendola di fatto una "crossover".
La moto è alimentata da un motore trasversale in linea 4 cilindri con due alberi a camme ed una cilindrata da 999 cm³ con un alesaggio di 80 mm, una corsa di 49,7 mm e un rapporto di compressione di 12:1. Il motore eroga a 11.000 giri/min la potenza di 118 kW (160 CV) e la coppia massima di 112 Nm a 9250 giri/min.
L'accelerazione avviene in 3,1 secondi nello 0 a 100 km/h e raggiunge una velocità massima di 250 km/h.
La moto è dotata di una frizione a comando meccanico con sistema anti-saltellamento e di un cambio a 6 marce. La S 1000 XR è dotata inoltre del sistemi di regolazione elettronica delle sospensione (ESA), del sistema antibloccaggio dei freni (ABS) e del controllo automatico della stabilità (ASC). L'alternatore ha una potenza elettrica nominale di 350 watt.

## Risultati nelle competizioni
Nel primo anno di partecipazione al mondiale, nel 2009, i due piloti titolari Corser e Xaus si sono dovuti accontentare rispettivamente della 13ª e 17ª posizione nella classifica finale, senza ottenere alcun piazzamento sul podio.
La stagione successiva le posizioni dei due piloti titolari sono passati rispettivamente all'11ª e alla 15ª, con Corser che ha ottenuto anche due terzi posti di manche.
Nella versione derivata dalla serie, vince invece nel 2010 il titolo piloti con alla guida Ayrton Badovini ed anche il titolo costruttori, facendo vincere i primi titoli iridati alla BMW nella Superstock 1000 FIM Cup.
Nel 2024 il pilota Turco Toprak Razgatlıoğlu porta alla vittoria nel mondiale Superbike la S1000RR del team ufficiale. 

## Impiego nelle forze dell'ordine
Diversi esemplari della 1000 RR sono stati incamerati nel parco veicoli sia della polizia britannica che della Gendarmerie nationale francese.